# Neena Gill
Neena Gill (ur. 24 grudnia 1956 w Ludhijanie) – brytyjska polityk hinduskiego pochodzenia, deputowana do Parlamentu Europejskiego V, VI, VIII i IX kadencji.

## Życiorys
W 1979 uzyskała licencjat z nauk społecznych. Kształciła się m.in. na politechnice w Liverpoolu, gdzie kierowała organizacją studencką. Była urzędniczką ds. mieszkaniowych, następnie dyrektorem generalnym Arsa Association i New London Housing Group.
W 1999 z listy laburzystów po raz pierwszy uzyskała mandat posła do Parlamentu Europejskiego. Z powodzeniem ubiegała się o reelekcję w kolejnych wyborach europejskich w 2004. Należała do Grupy Socjalistycznej, pracowała w Komisji Budżetowej. W PE zasiadała do 2009, nie została wówczas ponownie wybrana. Do Europarlamentu powróciła jednak po pięcioletniej przerwie w wyniku wyborów w 2014. W 2019 utrzymała mandat na kolejną kadencję.